# Ротенбах
Ротенбах (њем. Rothenbach) општина је у њемачкој савезној држави Рајна-Палатинат. Једно је од 192 општинска средишта округа Вестервалд. Према процјени из 2010. у општини је живјело 897 становника. Посједује регионалну шифру (AGS) 7143289.

## Географски и демографски подаци
Ротенбах се налази у савезној држави Рајна-Палатинат у округу Вестервалд. Општина се налази на надморској висини од 465 метара. Површина општине износи 6,7 km². У самом мјесту је, према процјени из 2010. године, живјело 897 становника. Просјечна густина становништва износи 133 становника/km².